# Celtis madagascariensis
Celtis madagascariensis är en hampväxtart som beskrevs av Sattarian. Celtis madagascariensis ingår i släktet Celtis och familjen hampväxter. Inga underarter finns listade i Catalogue of Life.

## Bildgalleri

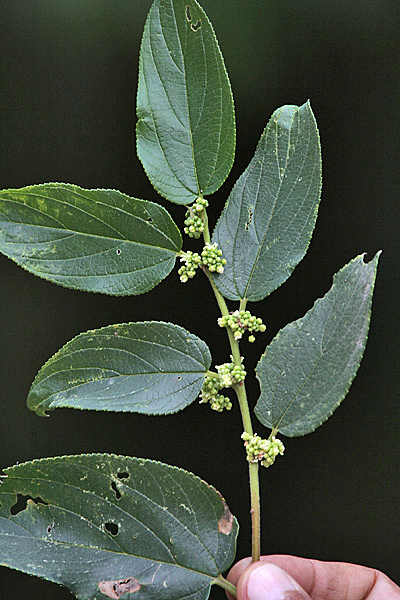
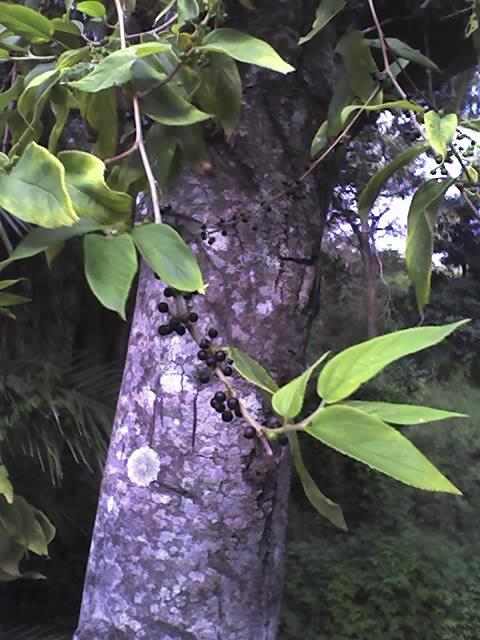
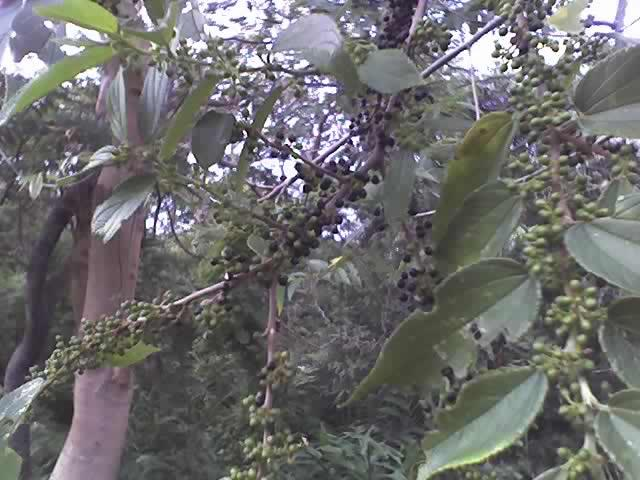
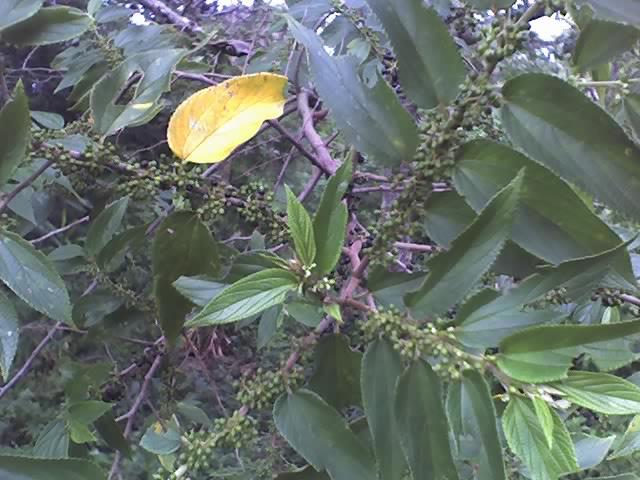